# اسباب‌بازی‌های شیطانی
اسباب بازی‌های شیطانی (به انگلیسی: Demonic Toys) یک فیلم سینمایی آمریکایی در ژانر کمدی وحشت که در سال ۱۹۹۲ میلادی به صورت فیلم ویدئویی منتشر شده‌است. این فیلم به دلیل خشونت ، الفاظ رکیک و برهنگی به درجه‌بندی رتبه "R" داده شد.